# Ngambè-Tikar
Ngambè-Tikar es una comuna camerunesa perteneciente al departamento de Mbam-et-Kim de la región del Centro.
En 2005 tiene 12 489 habitantes, de los que 3562 viven en la capital comunal homónima.
Se ubica sobre la carretera D94, en la esquina noroccidental de la región. Su territorio está delimitado al noroeste y oeste por el río Mbam.

## Localidades
Comprende la ciudad de Ngambè-Tikar y las siguientes localidades:
- Beng-Beng
- Gah
- Ina
- Kong
- Kpaga
- Mambioko
- Nditam
- Ngoumé
- Oué